# Un premier amour (singolo)
Un premier amour ("Un primo amore") è stata la canzone vincitrice dell'Eurovision Song Contest 1962, scritta da Claude Henri Vic e Roland Valande e cantata, in francese da Isabelle Aubret, in rappresentanza della Francia.
La canzone è stata eseguita per nona nella serata, dopo i Paesi Bassi (con i De Spelbrekers) e prima della Norvegia (rappresentata da Inger Jacobsen). Con la chiusura dei voti, ricevette 26 punti, piazzandosi prima su sedici partecipanti totali.
Aubret sarebbe tornata a rappresentare nuovamente la Francia, sei anni dopo, all'Eurovision Song Contest 1968, classificandosi terza.